# マスターピース (mihimaru GTの曲)
『マスターピース』は、mihimaru GTの25枚目のシングル。2011年6月8日にユニバーサルミュージックJから発売された。

## 解説
- 24thシングル「オメデトウ」以来HIROKO、miCKunとソロ活動を経て1年2か月ぶりのリリース。
- テレビ東京系アニメ『遊☆戯☆王ZEXAL』のオープニングテーマとして使用される。さらに映画『RUN60』のストーリーリレーのPVに「マスターピース」が参加している。

## 収録曲
1. マスターピース [3:57]
  - 作詞：Maki nagayama、hiroko、mitsuyuki miyake / 作曲：HIKARI、hiroto suzuki、mitsuyuki miyake / 編曲：HIKARI

テレビ東京系アニメ『遊☆戯☆王ZEXAL』オープニングテーマ。
映画『RUN60』イメージソング
2. 始まりの一歩 [3:44]
  - 作詞：hiroko、mitsuyuki miyake / 作曲：mitsuyuki miyake / 編曲：SOUND PRO PORTERS「S.P.P」、DJ MINORU、Yuuki Takahashi

日本テレビ系『カミングアウトバラエティー・秘密のケンミンSHOW』エンディングテーマ。
3. マスターピース (Instrumental）
4. 始まりの一歩 (Instrumental)

### DVD（初回限定盤Aのみ）
1. マスターピース Music Video
2. マスターピース making

## 収録アルバム
マスターピース
- mihimalight
- THE BEST of mihimaru GT 2
- 10th Anniversary BEST 2003-2013
- THE SINGLE of mihimaru GT

始まりの一歩
- mihimania III〜コレクション アルバム〜
- mihimania collection